# Point Clear (Alabama)
 Point Clear és una concentració de població designada pel cens dels Estats Units a l'estat d'Alabama. Segons el cens del 2000 tenia 1.876 habitants.

## Demografia
Segons el cens del 2000, Point Clear tenia 1.876 habitants, 741 habitatges, i 546 famílies La densitat de població era de 127,7 habitants/km².
Dels 741 habitatges en un 27,5% hi vivien nens de menys de 18 anys, en un 54,7% hi vivien parelles casades, en un 15,2% dones solteres, i en un 26,2% no eren unitats familiars. En el 23,8% dels habitatges hi vivien persones soles el 10,5% de les quals corresponia a persones de 65 anys o més que vivien soles. El nombre mitjà de persones vivint en cada habitatge era de 2,53 i el nombre mitjà de persones que vivien en cada família era de 2,98.
Per edats la població es repartia de la següent manera: un 23,8% tenia menys de 18 anys, un 6,6% entre 18 i 24, un 24,1% entre 25 i 44, un 28,1% de 45 a 60 i un 17,3% 65 anys o més.
L'edat mediana era de 43 anys. Per cada 100 dones hi havia 94,8 homes. Per cada 100 dones de 18 o més anys hi havia 90,8 homes.
La renda mediana per habitatge era de 37.305 $ i la renda mediana per família de 45.729 $. Els homes tenien una renda mediana de 39.844 $ mentre que les dones 14.556 $. La renda per capita de la població era de 26.271 $. Aproximadament el 16,1% de les famílies i el 18,1% de la població estaven per davall del llindar de pobresa.

## Poblacions més properes
El següent diagrama mostra les poblacions més properes.